# Departamento Belgrano (Santa Fe)
Das Departamento Belgrano liegt im Westen der Provinz Santa Fe im Zentrum Argentiniens und ist eine von 19 Verwaltungseinheiten der Provinz. 
Es grenzt im Norden an die Departamentos Departamento San Martín und San Jerónimo, im Osten an das Departamento Iriondo, im Süden an das Departamento Caseros und im Westen an die Provinz Córdoba. 
Die Hauptstadt des Departamento Belgrano ist Las Rosas.

## Bevölkerung
Nach Schätzungen des INDEC stieg die Einwohnerzahl von 41.449 Einwohnern (2001) auf 46.746 Einwohner im Jahre 2005.

## Städte und Gemeinden
Das Departamento Belgrano ist in folgende Gemeinden aufgeteilt:
- Armstrong
- Bouquet
- Las Parejas
- Las Rosas
- Montes de Oca
- Tortugas

Koordinaten: 32° 30′ S, 61° 36′ W